# Романівецька волость
Романівецька волость — історична адміністративно-територіальна одиниця Новоград-Волинського повіту Волинської губернії Російської імперії. Волосний центр — село Романівка.
Волость з усіх боків оточувала повітове місто Новоград-Волинський.

## Історія
Волость існувала у 1861—1923 роках. Наприкінці 19 ст. село Улашанівка було передане до складу Курненської волості.
Станом на 1885 рік складалася з 18 поселень, 18 сільських громад. Населення — 12136 осіб (6015 чоловічої статі та 6121 — жіночої), 564 дворових господарства.
|                     | Площа, десятин | У тому числі орної, дес. |
| ------------------- | -------------- | ------------------------ |
| Сільських громад    | 9853           | 6269                     |
| Приватної власності | 17950          | 6443                     |
| Казенної власності  | —              | —                        |
| Іншої власності     | 207            | 159                      |
| Загалом             | 28010          | 12871                    |

Основні поселення волості:
- Романівка — колишнє власницьке село, при річці Тня, за 10 верст від повітового міста, волосне правління, 374 особи, 44 двори, православна церква, каплиця. За 8 верст — Немелянський скляний завод. За 16 верст — німецька колонія Анета з лютеранським молитовним будинком. За 21 версту — колонія Олександрдорф (Граній Дуб) з молитовним будинком.
- Броники — колишнє власницьке село, при річці Тня, 450 осіб, 47 дворів, православна церква, поштова станція.
- Кропивня — колишнє власницьке село, при річці Тня, 422 особи, 44 двори, постоялий будинок, водяний млин, чавуно-ливарний завод.
- Несолонь — колишнє власницьке село, 305 осіб, 38 дворів, православна церква, школа, 3 водяних млини, 2 вітряки.
- Ржадківка — колишнє власницьке село, при річці Случ, 409 осіб, 61 двір, православна церква, постоялий будинок.
- Улашанівка — колишнє власницьке село, 128 осіб, 16 дворів, поштова станція, трактир.